# Ryan (filme)
Ryan é um filme de animação em curta-metragem canadense de 2004 dirigido e escrito por Chris Landreth, que conta a história do animador Ryan Larkin. Venceu o Oscar de melhor curta-metragem de animação na edição de 2005.

## Elenco
- Ryan Larkin
- Chris Landreth
- Derek Lamb
- Felicity Fanjoy